# Хачатрян, Армен Цолакович
Арме́н Цола́кович Хачатря́н (арм. Արմեն Խաչատրյան; род. 25 марта 1952, Ереван) — армянский государственный и хозяйственный деятель.

## Биография
- 1970—1975 — факультет «механизация сельского хозяйства» Армянского сельскохозяйственного института.
- 1975—1980 — аспирантура института механизации и электрификации сельского хозяйства, а с 1975—1977 — одновременно работал младшим научным сотрудником того же института. Доктор технических наук, профессор. Автор более 30 научных работ, включая 2 монографии и 2 учебника.
- 1980—1982 — работал младшим научным сотрудником научно-производственного объединения «Армагромеханизация».
- 1982—1992 — занимал различные ответственные должности в аппарате правительства Армении.
- 1992—1993 — был заместителем министра сельского хозяйства Армении.
- 1993—1994 — министр-руководитель аппарата правительства Армении.
- 1994—1998 — ректор Армянской сельскохозяйственной академии.
- 1998—2001 — вновь заместитель министра сельского хозяйства Армении. Член-корреспондент Российской академии сельскохозяйственного образования. Академик международной академии виноградарства и виноделия. Академик РАЕН (1998). Является вице-президентом проблемного совета НАН Армении, членом президиума Академии сельхознаук Армении, экспертом разных международных программ.